# Povilas Gylys
Povilas Gylys (ur. 14 lutego 1948 we wsi Didžiokai w rejonie malackim) – litewski ekonomista i polityk, minister spraw zagranicznych w latach 1992–1996.

## Życiorys
W 1969 ukończył studia na wydziale ekonomicznym Uniwersytetu Wileńskiego. W 1974 uzyskał stopień kandydata nauk ekonomicznych. W latach 1982–1983 odbył staż w szkole handlowej w Bergen. W 1990 uzyskał stopień doktora nauk. Został profesorem nauk ekonomicznych.
W 1969 został wykładowcą na wydziale ekonomicznym Uniwersytetu Wileńskiego. W 1989 objął stanowisko kierownika katedry zarządzania produkcją i międzynarodowych stosunków gospodarczych. W 1991 został profesorem, a w 2003 kierownikiem katedry ekonomii teoretycznej.
W 1988 zaangażował się w działalność Sąjūdisu. W 1990 był sekretarzem KC niezależnej Komunistycznej Partii Litwy, przekształconej w Litewską Demokratyczną Partię Pracy. W LDDP wchodził w skład prezydium, był też wiceprzewodniczącym partii. Od 2001 należał do Litewskiej Partii Socjaldemokratycznej.
W latach 1992–2000 przez dwie kadencje sprawował mandat posła na Sejm, zasiadał we frakcji parlamentarnej LDDP. Od 17 grudnia 1992 do 12 grudnia 1996 pełnił funkcję ministra spraw zagranicznych. W wyniku wyborów w 2012 ponownie uzyskał mandat posła na Sejm z listy partii Droga Odwagi. W trakcie kadencji przez pewien czas należał do frakcji partii Porządek i Sprawiedliwość.

## Odznaczenia
Odznaczony Krzyżem Komandorskim Orderu Zasługi Rzeczypospolitej Polskiej (2001).